# لیان نلسون
لیان نلسون (انگلیسی: Lianne Nelson؛ زادهٔ june ۱۵, ۱۹۷۲ (۵۲ سال)) ورزشکار روئینگ اهل ایالات متحده آمریکا است.
وی در مسابقات کشوری و بین‌المللی در مجموع برندهٔ ۱ مدال طلا، ۲ مدال نقره شده‌است.